# Cetola dentata
Cetola dentata är en fjärilsart som beskrevs av Walker 1855. Cetola dentata ingår i släktet Cetola och familjen nattflyn. Inga underarter finns listade i Catalogue of Life.